# Tianyoude Cup
Il Tianyoude Cup è un torneo professionistico di tennis giocato su campi in terra rossa. Fa parte dell'ITF Women's Circuit. Si gioca annualmente a Huzhou in Cina.

## Albo d'oro

### Singolare
| Anno | Campionessa   | Finalista     | Punteggio |
| ---- | ------------- | ------------- | --------- |
| 2013 | Barbara Bonić | Chan Chin-wei | 6–2, 6–4  |

### Doppio
| Anno | Campionesse                | Finaliste             | Punteggio |
| ---- | -------------------------- | --------------------- | --------- |
| 2013 | Chan Chin-wei Sun Shengnan | Liu Chang Zhou Yimiao | 6–4, 6–3  |